# خزمة فورستري
خزمة فورستري (الاسم العلمي: Howea forsteriana)، نوع من جنس الخزمة وفصيلة النخلية. مهدها جزيرة لورد هاو في الأسترالية. كما أنها تُزرع على نطاق واسع في جزيرة نورفولك. وهي نخلة بطيئة النمو نسبياً، وتعلو 10 أمتار (33 قدم) بعرض 6 أمتار (20 قدماً). سعتها يمكن أن تصل إلى 3 أمتار (10 قدم).